# Geografía de Costa de Marfil
Costa de Marfil es una nación del África subsahariana ubicada a 8°0′ N, 5°0′ O. El país forma aproximadamente un cuadrilátero, y limita al sur con el océano Atlántico en el Golfo de Guinea, con 515 km de litoral marítimo, y con otras cinco naciones africanas en los otros lados, con un total de 3.110 km de frontera:  Liberia al sudoeste (716 km) , Guinea al noroeste (610 km) , Malí al nornoroeste (532 km) y Ghana al este (668 km)
En total, Costa de Marfil comprende 322.460 km² , de los cuales 318.000 km² son tierras y 4.460 km² agua, lo que hace al país significativamente más grande que el estado estadounidense de Nuevo México , o casi el tamaño de Alemania.
Costa de Marfil reclama 200 millas náuticas (370 km) como zona económica exclusiva en el océano Atlántico, incluyendo 12 millas (22 km) de mar territorial.

## Relieve y topografía

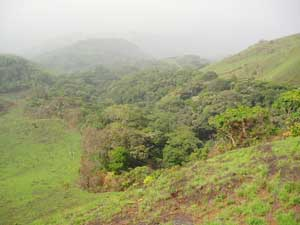
Selva montana guineana

El mosaico de selva y sabana de Guinea se extiende desde la costa de Senegal y Gambia, a través de Guinea Bissau, Guinea, el norte de Sierra Leona, Costa de Marfil, Ghana, Togo, Benín y Nigeria hasta la frontera de Camerún al este.

El territorio puede ser descrito como una gran llanura, que se eleva gradualmente desde el nivel del mar hasta más de 500 m s. n. m. en el norte. 
En la región sureste existen lagunas interiores en el litoral marítimo, que comienzan en la frontera con Ghana y se prolongan por 300 km a lo largo de la mitad oriental de la costa. La región sur, especialmente el sudoeste, está cubierta por una densa selva tropical húmeda. La selva guineana oriental se extiende desde el río Sassandra a través del sur del país hacia el este hasta Ghana, mientras que la selva guineana occidental de tierras bajas se extiende hacia el oeste desde el río Sassandra por Liberia y el sudeste de Guinea. La región de las 18 Montañas o Dix-Huit Montagnes, al oeste de Costa de Marfil, cerca de las fronteras con Guinea y Liberia, está cubierta por la selva montana guineana.
El cinturón del mosaico de selva y sabana de Guinea se extiende a por el centro del país de este a oeste, y es la transición entre los bosques costeros y las sabanas interiores, por lo que incluye bosques, sabana y hábitats herbáceos. El norte de Costa de Marfil es parte de la sabana sudanesa occidental, ecorregión del bioma praderas, sabanas y matorrales tropicales y subtropicales. Es una zona de suelos de laterita o arenosos, con une vegetación que disminuye de sur a norte.
En cuanto al relieve, la tierra oscila de llana a ondulada, con montañas en el noroeste. La montaña más alta es el monte Nimba, de 1.752 m, en el extremo occidental en la frontera con Guinea y Liberia.

## Hidrografía

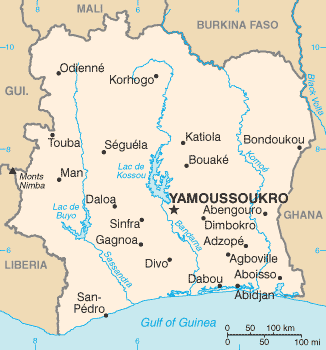
Hidrografía de Costa de Marfil

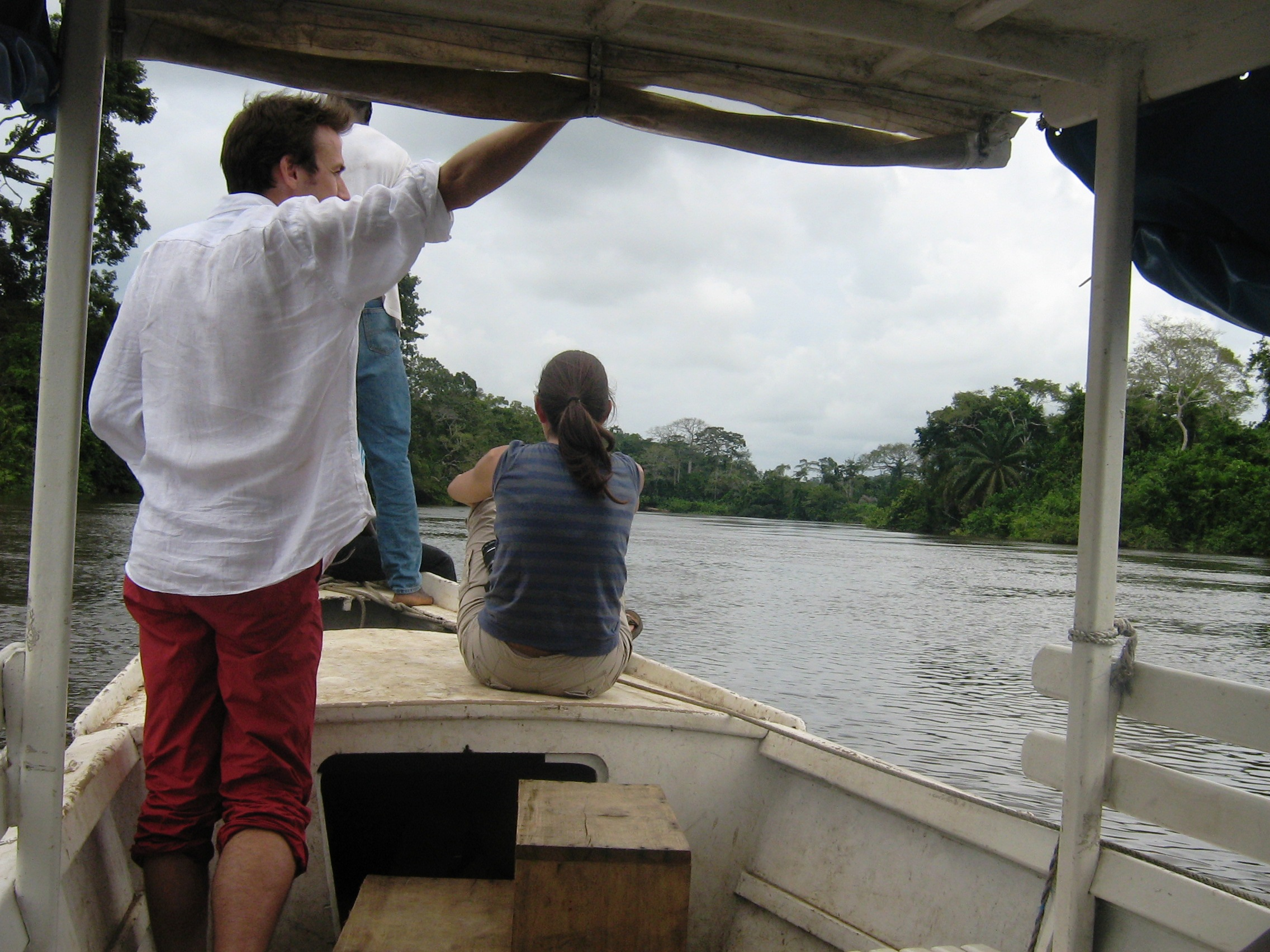
Paseo fluvial por el río Sassandra

El río Cavalla drena la frontera occidental de Costa de Marfil y la frontera oriental de Liberia, formando los dos tercios meridionales de la frontera entre ambos países. Nace al norte del monte Nimba, en Guinea. Discurre por Costa de Marfil hasta la ciudad de Zwedru, en Liberia, y luego traza en su tramo final la frontera entre esta y Costa de Marfil.
El río Sassandra nace en las tierras altas del  departamento de Odienné (9°9′41.4″ N 7°11′52.3″ O), en la meseta  que cubre el noroeste del país. En su curso habita el hipopótamo pigmeo y sus aguas atraviesan el borde oriental del parque nacional Monte Sangbé. Une sus aguas con el río Tienba, que se origina en las montañas del norte de Costa de Marfil, y con el río Gouan, que nace en las montañas de Guinea. El Sassandra discurre en dirección sursureste hasta su desembocadura en el golfo de Guinea (océano Atlántico), al este del río Cavalla.
El río Bandama es el río más largo de Costa de Marfil, con unos 800 km. Drena la parte centro-este del país. Se forma por la confluencia de dos largos ríos: el Bandama Blanco y el Bandama Rojo (de 550 km, y cuyo curso superior es conocido como Marahoué), siendo el Bandama Blanco la rama principal y la que suele considerarse simplemente como río Bandama, y cuya fuente está cerca de la ciudad de Korhogo. El tramo desde la confluencia de ambos Bandamas al mar tiene 280 km. Entre sus afluentes destacan el río Solomougou, el río Kan y el río Nzi. El Bandama atraviesa el lago artificial Kossou, construido en 1973. La capital de Guinea, Yamusukro, está en la parte central del río.
El río Komoé, de 1160 km, nace en el sudoeste de Burkina Faso, en la meseta de Sikasso, y sigue la frontera con Costa de Marfil hasta entrar en este país por el este. Drena las partes norodeste y este del país, y lo cruza de norte a sur antes de entrar en el extremo oriental de la laguna costera Ébrié y finalmente en el golfo de Guinea. Sus aguas forman parte en su parte alta del Parque nacional del Comoé.

## Vegetación y fauna

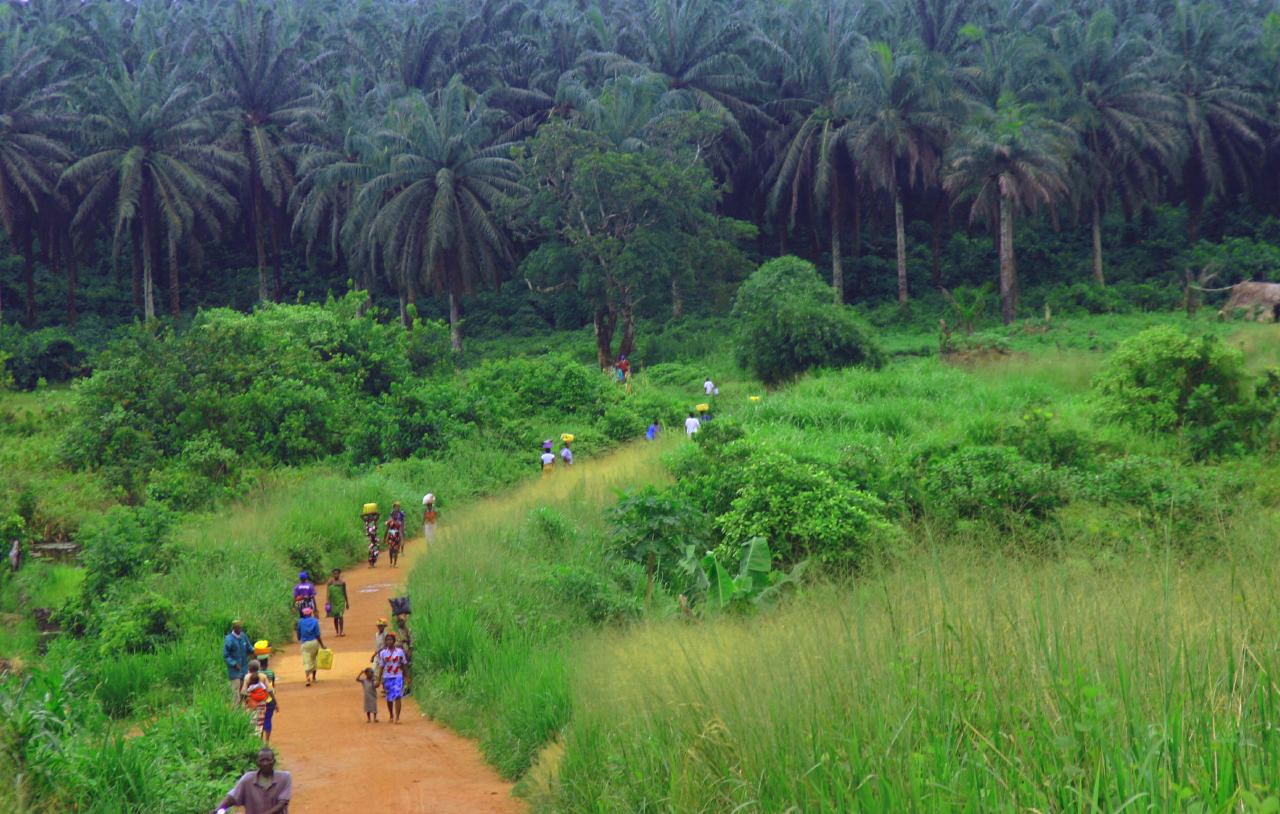
Mosaico de selva y sabana de Guinea.

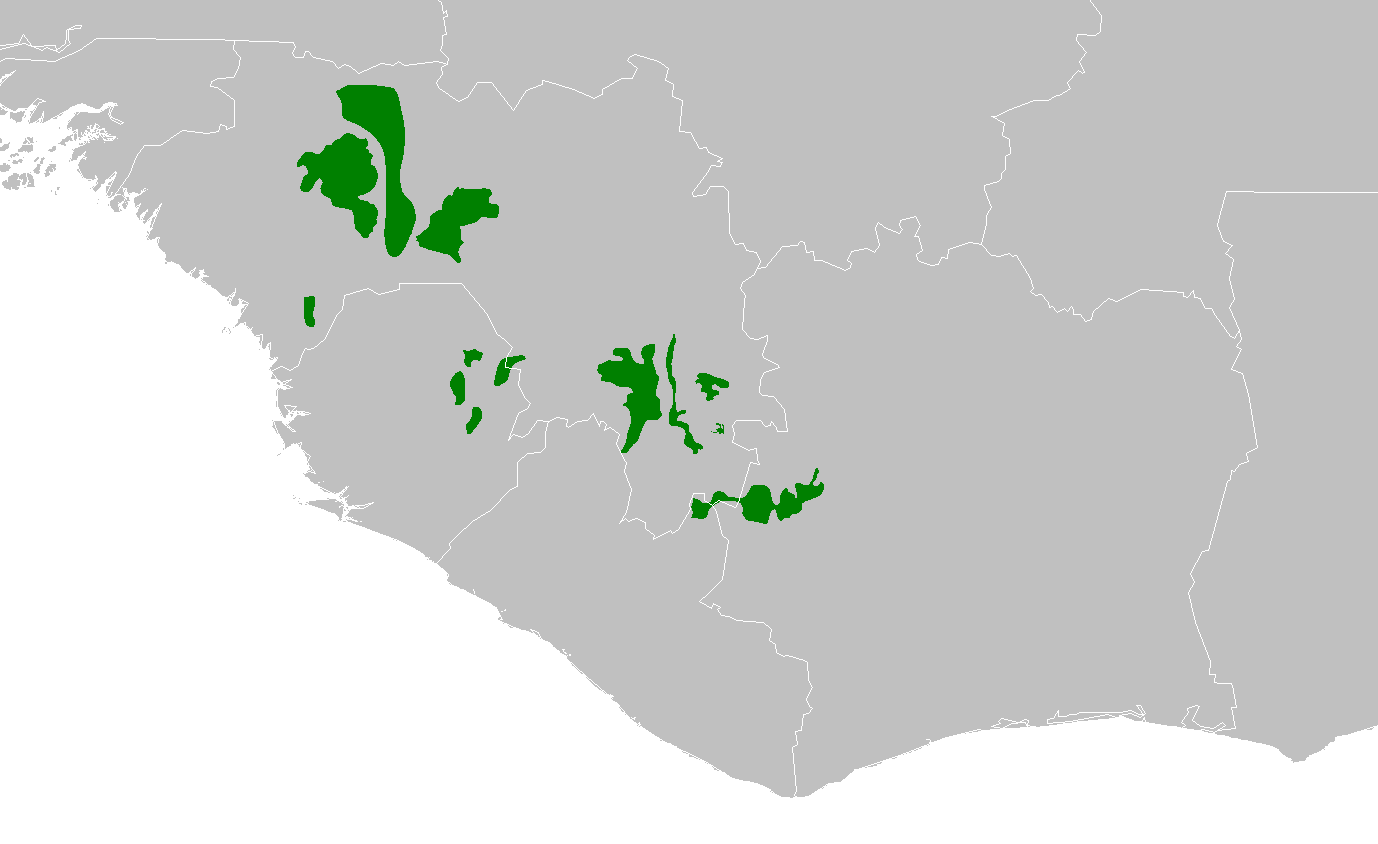
La selva montana guineana ocupa una parte muy pequeña de Costa de Marfil.

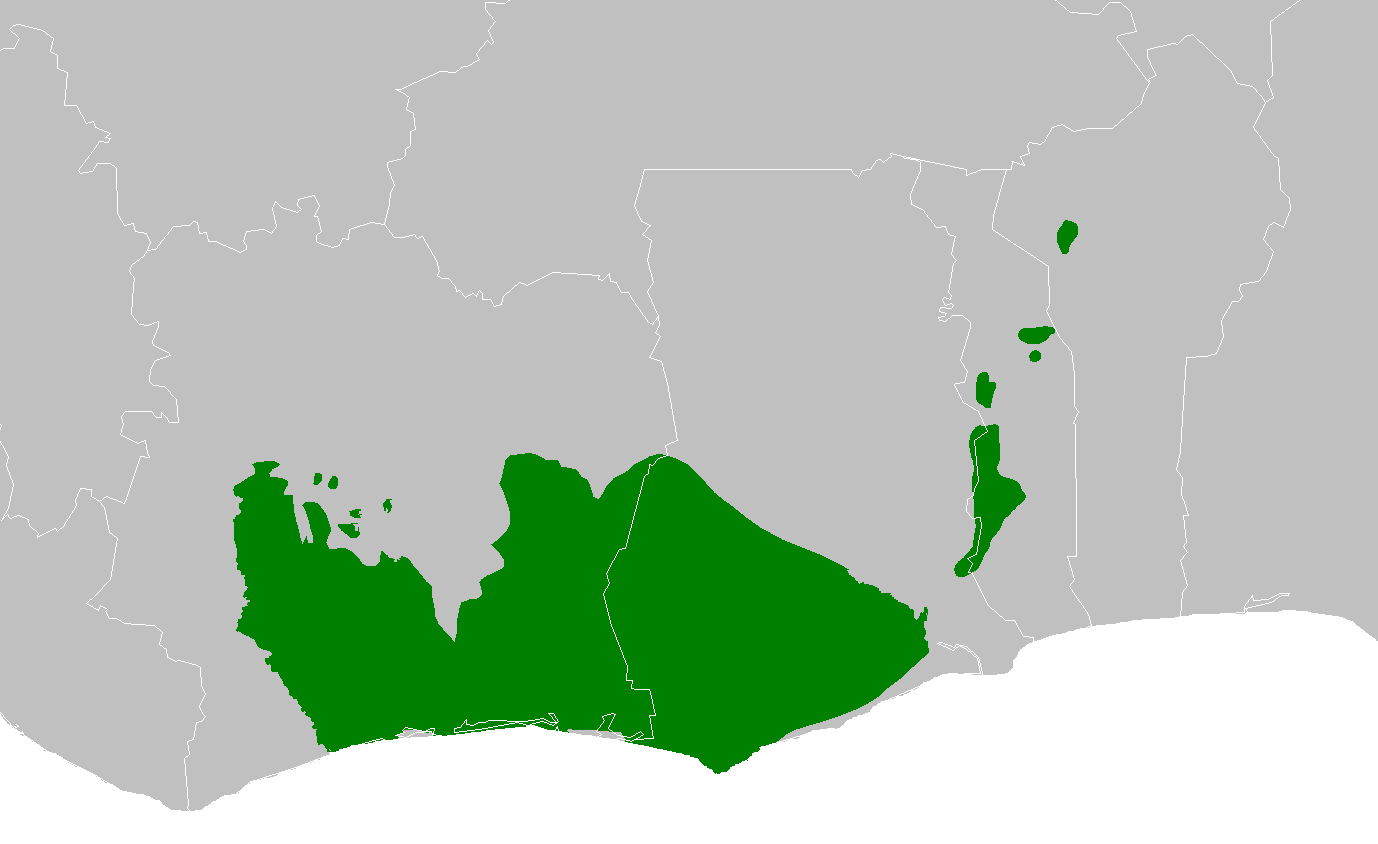
La selva guineana oriental es la región más grande de Costa de Marfil.

La sabana sudanesa occidental o de Guinea, que cubre el norte del país, es una sabana seca arbolada, compuesta fundamentalmente de herbazales del género Pennisetum, también conocido como sericura, en los que domina la especie Cenchrus purpureus o hierba de elefante. Es predominantemente llana, con acacias resistentes al fuego, y aunque está muy degradada, aún sobreviven varias especies de grandes mamíferos en la ecorregión, aunque algunos están en peligro de extinción. Entre ellos, el licaón (Lycaon pictus), el león (Panthera leo), el leopardo (Panthera pardus), el guepardo (Acinonyx jubatus), el elefante (Loxodonta africana), la jirafa occidental (Giraffa camelopardalis peralta), el antílope ruano (Hippotragus equinus) y el búfalo cafre (Syncerus caffer), pero solo en los parques nacionales.
La zona de mosaico de selva y sabana de Guinea ejerce de zona de transición hacia la selva, y está ampliamente humanizada para usos agrícolas. Está formada principalmente por pastizales en los que los árboles crecen en torno a los arroyos y en las laderas. Los incendios diezman los árboles en terreno abierto, donde el más resistente es Lophira lanceolata.
La zona de bosque tropical forma parte de la ecorregión selva húmeda guineana, posee bosques perennes y semiperennes, y es una de las zonas de mayor biodiversidad del planeta. Al oeste, se encuentra el manglar guineano, que se extiende desde Senegal hasta el oeste de Costa de Marfil, en la zona costera, donde se dan las zonas más lluviosas con mayor aporte de agua dulce y altas mareas, lo que da lugar a mangles de hasta 40 m de altura junto a las corrientes, con el aspecto de bosques de galería. Predominan no obstante, en las llanuras de marea los mangles de diez metros, del género Rhizophora y las especies Laguncularia racemosa y Conocarpus erectus. Detrás del manglar, hacia el interior, se encuentra la selva guineana occidental de tierras bajas, que ocupa el sudoeste del país, con precipitaciones que alcanzan los 5000 mm anuales en algunas zonas. Al este, se encuentra la selva montana guineana, de la que forma parte la Reserva natural integral del Monte Nimba, y en la zona oriental costera del país se encuentra la selva guineana oriental, limitada por el río Sassandra, en Costa de Marfil, al oeste, el golfo de Guinea al sur y el lago Volta, en Ghana, al este. Hacia el interior, la región se extiende hasta más de un centenar de kilómetros.

## Clima

Clasificación climática de Köppen en Costa de Marfil

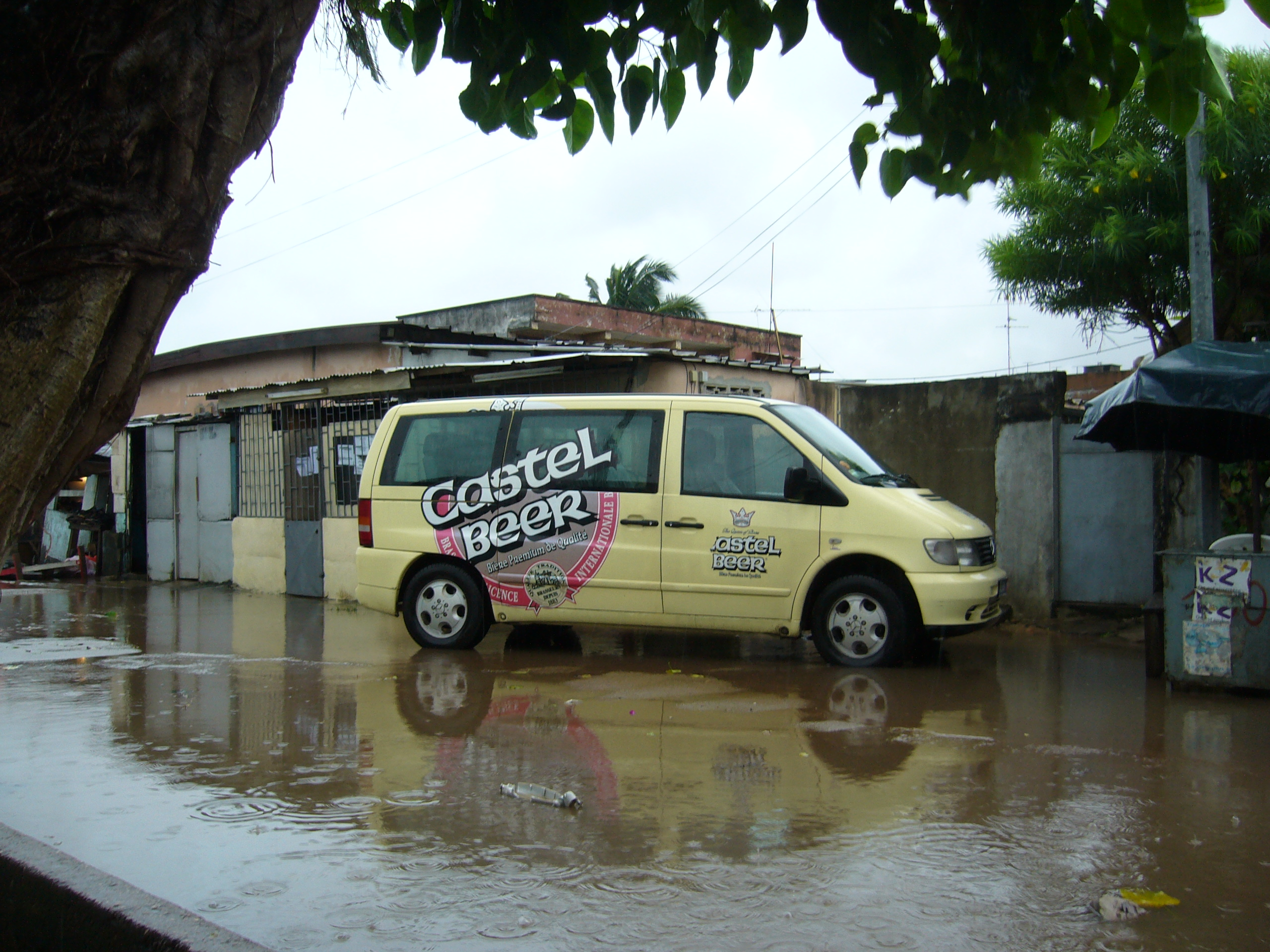
Lluvia en Abiyán en junio

El clima de Costa de Marfil es en promedio templado y húmedo, oscilando entre el clima ecuatorial de la costa meridional, el tropical en el centro y el semiárido en el lejano norte. Como regla general hay tres estaciones: templado y seco (noviembre a marzo), cálido y seco (marzo a mayo) y cálido y húmedo (junio a octubre). Las temperaturas oscilan entre los 25.oC y los 32.oC de media con máximas de 40.oC y mínimas de 10.oC.
En la costa, las lluvias empiezan antes y duran de abril a octubre, en algunos lugares llueve incluso en marzo y noviembre, y oscilan entre 1.500 y 2.500 mm. En Abiyán, en la costa oriental, caen 1.545 mm en 137 días con un periodo seco entre diciembre y febrero en que no deja de llover totalmente, y las temperaturas se mantienen casi constantes todo el año entre 22.oC y 32.oC. Las lluvias aumentan hacia el oeste: en Tabou caen 2.335 mm en 166 días con un máximo de casi 500 mm en junio y 21 días de lluvia.
En el interior, a un periodo de bonanza entre noviembre y febrero le sigue un periodo agobiante en que las temperaturas pasan de 40.oC en abril, antes de que empiece a llover entre mayo y septiembre. En Korhogo, en el norte, caen 1.195 mm en 104 días, con medias que oscilan entre los 18.oC de mínima en diciembre y enero, y los 36.oC de las máximas en marzo.

## Recursos naturales
Madera, petróleo, gas natural, diamantes, manganeso, hierro, cobalto y bauxita.
Primer productor mundial de cacao. También produce café, plátanos y aceite de palma.

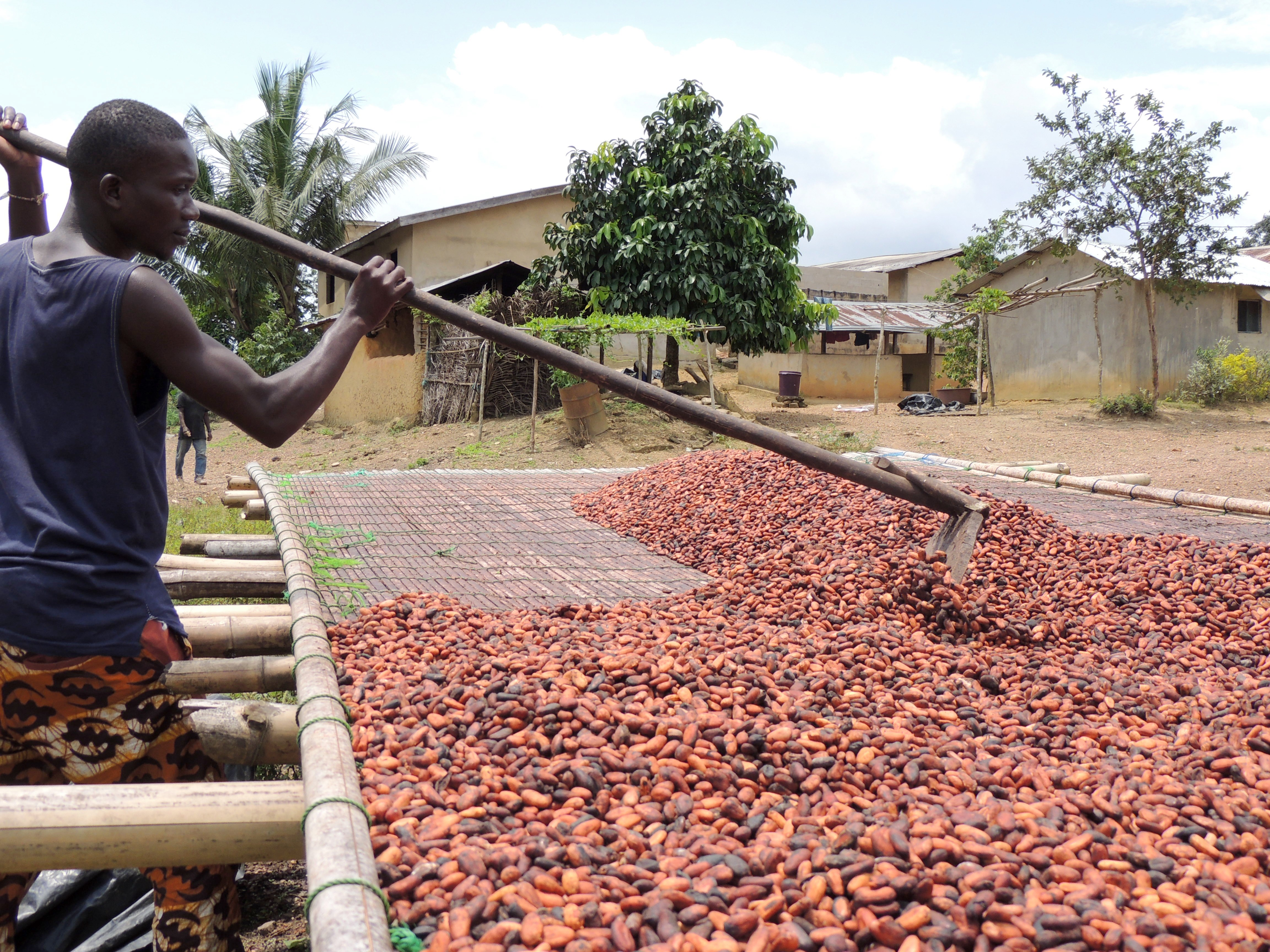
Cultivador de cacao en África Occidental

#### Madera
Costa de Marfil tiene 230 bosques clasificados que han sido prácticamente deforestados por la excesiva explotación forestal reduciendo los bosques al diez por ciento del país. En 2005 había 43.000 km2 de bosques, de los que 34.000 km2 eran naturales, 1670 km2 eran plantaciones y 7340 km2 bosque protegido. Los principales productos de exportación relacionados son madera para suelos, troncos de plantación, molduras, contrachapado, tableros y tablones. En 2019, de un total de 40 especies locales y exóticas, la principal exportación fue madera de dabema (Piptadeniastrum africanum), unos 9200 m3 en nueve meses. Las siguientes son samba o ayous (Triplochiton scleroxylon), gmelina, iroko y cedrela. La gmelina o melina, la teca (Tectona grandis) y el lingue (Persea lingue), de plantación, son exportados principalmente al mercado asiático. Por volumen, los principales importadores son Italia, Senegal y España.

#### Cacao
Costa de Marfil es el primer productor mundial de cacao, seguido de Ghana. En 2021 se detectó una superficie cultivada de caco de 3,69 millones de hectáreas (36.900 km2), frente a los 2,1 millones de Ghana. Las plantaciones de árboles de cacao es la principal causa de deforestación del país, 3600 km2 desde 2000, el 37,4% de la deforestación total. Hasta 2020 se había perdido el 75 por ciento de la cobertura forestal en solo 30 años. La producción de cacao aumentó de 1,45 millones de toneladas en 2013 a 2,23 millones de toneladas en 2023. Sin embargo, la irregularidad de las lluvias debido al cambio climático se espera que provoquen una caída del 28,5% de la producción en 2023-2024.

#### Recursos minerales

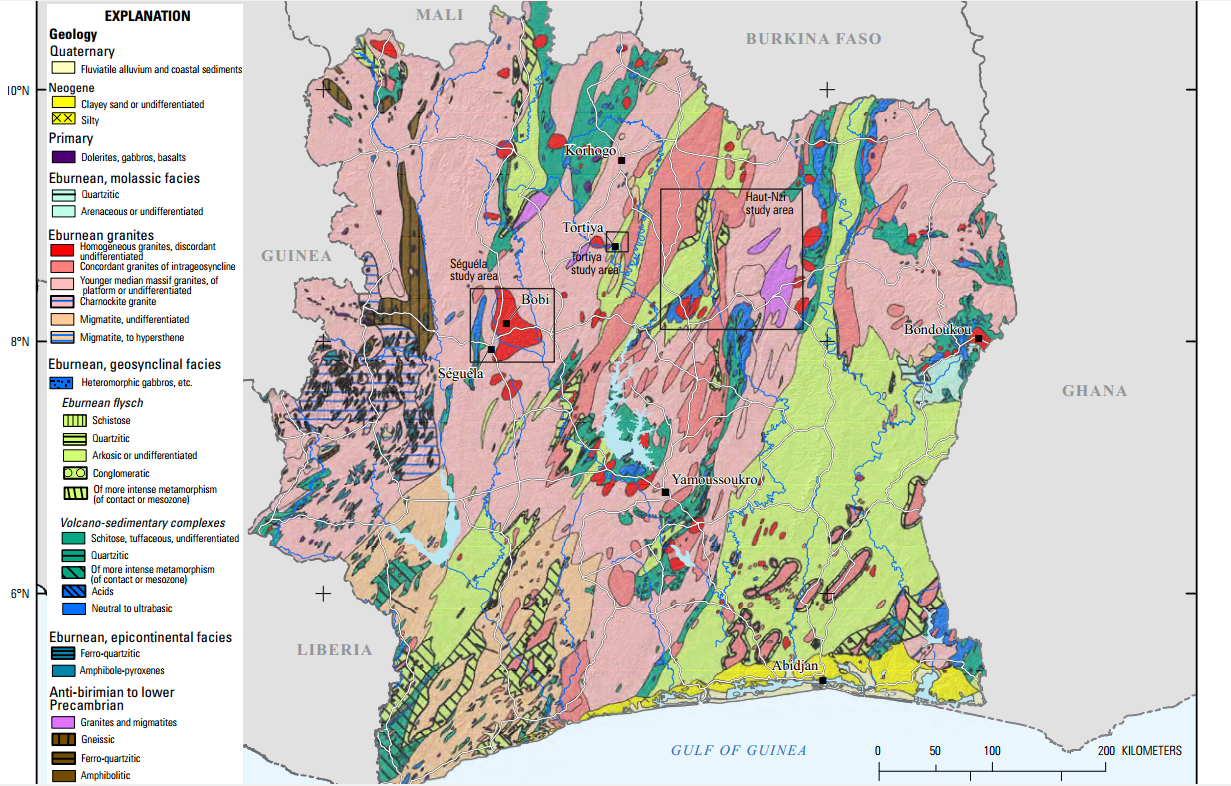
Geología de Costa de Marfil

Costa de Marfil produce oro, manganeso, petróleo y gas, así como otros recursos minerales. No obstante, el sector extractivo es secundario después de la agricultura, y solo produce el 13,5% del total de las exportaciones y el 4,2% de las rentas del Gobierno, con el 0,8 del empleo. En Costa de Marfil había en 2022 siete minas de oro operando, cuatro de manganeso, una de bauxita y otra de níquel/cobre, además de media docena de mineroductos para transportar el oro, dos para hierro, tres para níquel y uno para columbita/tantalita (coltán).
Costa de Marfil es el sexto mayor productor de oro de África y el 22 del mundo, con una producción en 2019 de 32,4 toneladas. Ese mismo año se produjeron 1,18 millones de toneladas de manganeso y 660.144 toneladas de níquel. En 2020 se empezó a exportar bauxita. El sector minero factura alrededor de 1700 millones de euros.
Las compañías petroleras más importante son Petroci (Société nationale d'opérations pétrolières de Côte d'Ivoire), que explota los hidrocarburos (petróleo y gas) de la cuenca sedimentaria guineana, en colaboración con la italiana Eni, y Foxtrot International, que explota gas natural.
Las compañías mineras más importantes, que extraen oro, son: la Société des Mines de Tongon, cuya mina  de Tongon se halla 628 km al norte de Abiyán y a 55 km al sur de la frontera con Malí, que extrajo en 2022 unos 5000 kilos de oro; la mina de Agbaou Gold, 200 km al noroeste de Abiyán, con unos 2900 kilos anuales (103.000 onzas); la mina de Ity, la más antigua del país, que explota la Société des mines d’Ity desde 1991, y otra media docena de explotaciones de oro.
Se ha encontrado coltán, es decir, columbita-tantalita, en el centro-oeste de Costa de Marfil, en las minas de Etienne-Meguhe y Bemadi. La primera es un depósito aluvial donde se han concentrado minerales como el cuarzo, niobio-tantalio y berilio. El segundo es un depósito con columbita-tantalita. La empresa encargada de su explotación es Bri Coltan SARL.
En 2021, Costa de Marfil exportó 126 millones de dólares en mineral de manganeso, lo que la convierte en el sexto exportador mundial y la décima tercera exportación del país por ingresos. Sus principales importadores son China, India e Indonesia.

## Áreas protegidas de Costa de Marfil

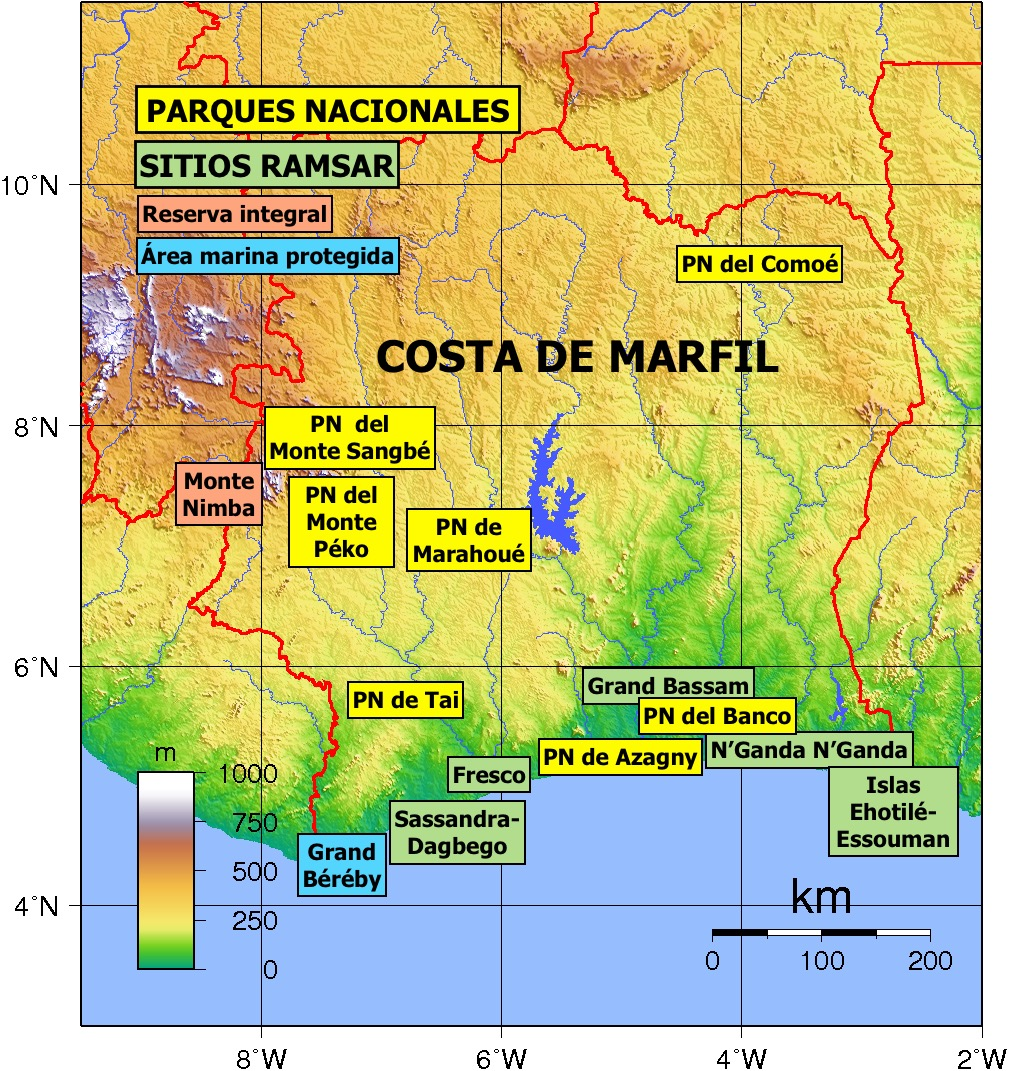
Áreas protegidas de Costa de Marfil. Parques nacionales, sitios Ramsar, reservas de la biosfera y áreas marinas.

Em 2023, hay en Costa de Marfil, 255 áreas protegidas, aunque la mayor parte están muy dañadas debido a la deforestación para el cultivo del cacao. Estas cubren el 22.96 % del territorio, unos 74.420 km2, de un total de 324.108 km2. Están divididas en 3 reservas botánicas, 226 bosques clasificados, 1 reserva natural integral, 8 parques nacionales, 2 reservas naturales, 2 reservas parciales de fauna, 1 reserva científica y 1 reserva natural voluntaria.
En 2020 se abrió la primera área marina protegida, Grand-Bereby, para proteger tortugas y tiburones de la sobrepesca en la costa de África Occidental. Tiene 2500 km2 cerca de la localidad de Grand-Bereby. Hay arrecifes de coral y peces tropicales, y es la primera de un proyecto de cinco zonas marinas protegidas. Además de Grand-Bereby, estarían las bocas del río Cavalla, al sudoeste; el bosque de Dassioko, al sur, el Parque nacional de Azagny, al sur, y el sitio transfronterizo de Costa de Marfil-Ghana.
Además, hay 6 sitios Ramsar, 2 reservas de la biosfera de la Unesco y 3 sitios patrimonio de la Humanidad.

#### Parques nacionales
- Parque nacional de Azagny
- Parque nacional del Banco
- Parque nacional del Comoé
- Parque nacional de las Islas Ehotilé
- Parque nacional de Marahoué
- Parque nacional del Monte Péko
- Parque nacional del Monte Sangbé
- Parque nacional de Tai

#### Áreas marinas
- Grand-Bereby, 2600 km2, creada en 2020 al oeste de Costa de Marfil, cerca de la localidad del mismo nombre. Incluye lechos marinos y arrecifes, así como terrenos pantanosos donde crían la tortuga laúd, la tortuga olivácea y la tortuga verde. También protege más de 20 especies de tiburones y rayas, incluyendo tiburones martillo, mantarrayas y rinobátidos o rayas.[25]

#### Reservas de la biosfera de la Unesco
- Parque nacional del Comoé
- Reserva natural integral del Monte Nimba[26]
- Parque nacional de Tai

#### Sitios Ramsar

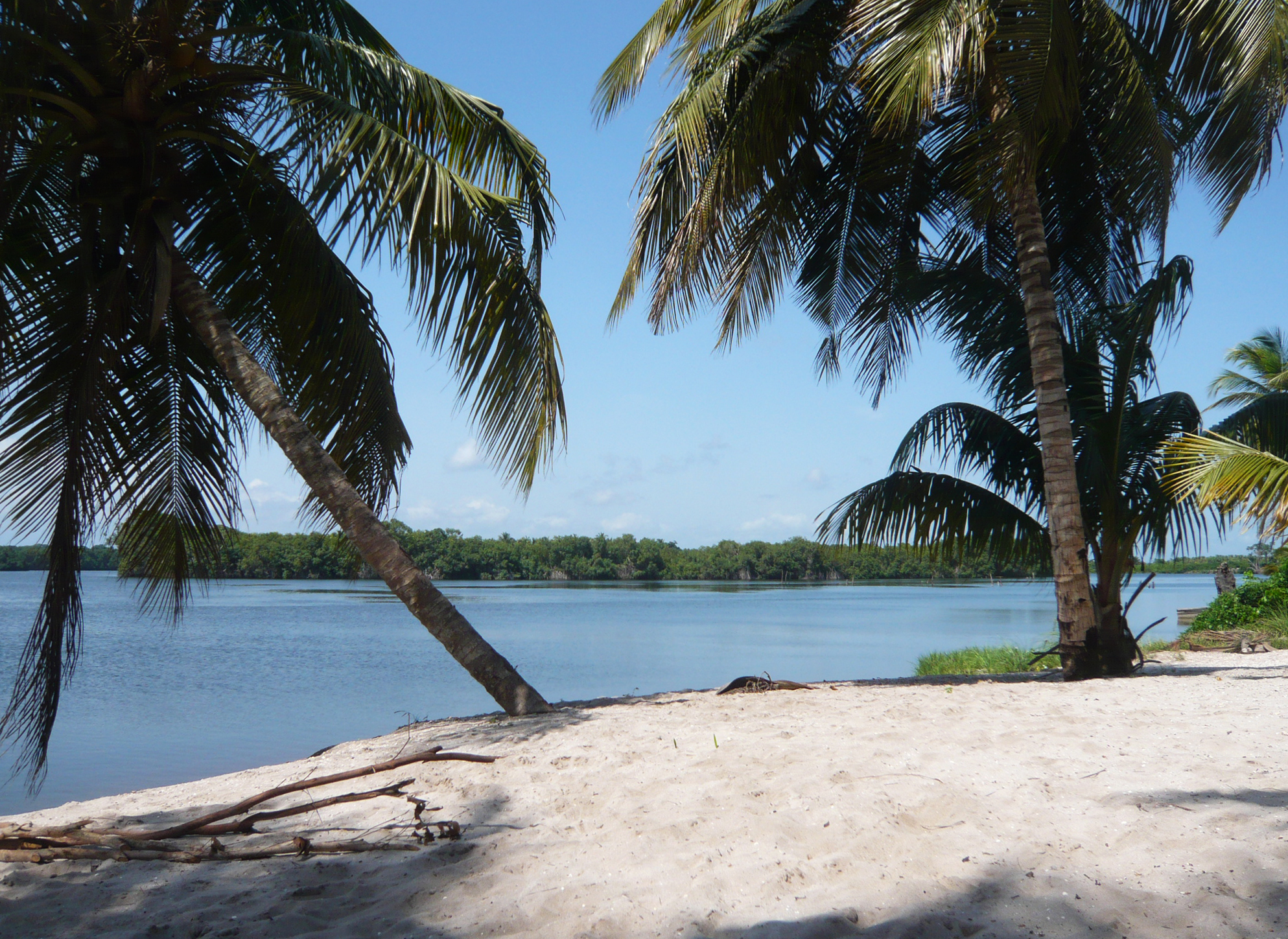
Parque nacional de las Islas Ehotilé, dentro del sitio Ramsar de las islas Ehotilé-Essouman.

- Complejo Sassandra-Dagbego, 105,5 km2, sitio Ramsar número 1581 en las coordenadas 4°58′ N 6°1′ O, en el estuario del río Sassandra, que incluye estuarios temporales, marismas salobres, bosques pantanosos de agua dulce, bosques en zonas aluviales, lagunas y manglares, de los cuales coexisten tres tipos, Rhizophora racemosa (mangle rojo), Avicennia germinans (mangle blanco) y Conocarpus erectus (mangle botoncillo), los mejor conservados del país. En el lugar hay primates, reptiles, tortugas de tierra y mar, algunos grandes mamíferos, murciélagos y más de 208 especies de aves, especialmente garzas y gaviotas.[27]
- Fresco, en 5°7′ N 5°36′ O. Fresco es una localidad y una subprefectura al este de Sassandra, formada por nueve localidades que poseen unos 50.000 habitantes, así como un departamento de la región de Gbôklé, en la costa central del país. Al oeste, la costa es rocosa, con acantilados que alternan con playas, y al este, hay una zona de playas y una larga laguna separada del océano por una barrera de dunas donde realizan sus puestas la tortuga boba, la tortuga laúd, la tortuga olivácea y la tortuga verde. También hay manatíes, cocodrilos, hipopótamos pigmeos y diversas especies de aves, entre ellas, el cormorán africano, la garza imperial, el martinete común y la garcita azulada. En el humedal, viven unas 15.000 personas que utilizan sus 198 especies vegetales para construir y alimentarse. Practican la pesca, la agricultura y la recolección de conchas. En Port Gauthier, al este, ya en la región de Grands-Ponts, antigua Lagunes, hay un bosque protegido. La zona costera es sitio Ramsar número 1582, con 155 km2, desde 2005.
- Grand-Bassam es una ciudad de la costa marfileña que pertenece al departamento de Grand Bassam, al este de Abiyán, en la región de Sud-Comoé. Al norte se encuentra el sitio Ramsar de Grand Bassam, de 402 km2 (número 1583, en 5°21′ N 3°46′ O), en el lago Poutou, al este de la localidad de Mbato-Bouaké. Se trata de una zona virgen que forma un mosaico de ecosistemas cerca del estuario del río Comoé, ofreciendo refugio a numerosas especies. En los manglares hay distintos primates, entre ellos, el chimpancé, el cercopiteco menor y el mangabey gris. En los bosques, pantanos y sabana costera hay elefantes, nutrias, reptiles, leopardos y cocodrilos. Entre las aves, aninga africana, garza tigre de cresta blanca, búho pescador africano y garza Goliat. Grand Bassam fue la antigua capital colonial. Las amenaza incluyen plantas invasivas como el jacinto de agua y la salvinia gigante, además de la explotación de las arenas y el descubrimiento de petróleo en la zona.[28]
- Islas Ehotilé-Essouman. Se trata de un grupo de nueve islas en una laguna separada del mar por una estrecha barrera de dunas. Incluye el Parque nacional de las Islas Ehotilé, de 5,5 km2, pero el sitio Ramsar es mucho más grande, de 272,74 km2 (número 1584, en 5°9′ N 3°13′ O, desde 2005). Alberga peces como el Dasyatis margarita y el macabijo o macabí, ostras como Crassostrea tulipa, gastrópodos, gambas y cangrejos, manatí de África Occidental, nutria de cuello manchado y nutria sin garras, así como numerosas aves acuáticas.[29]
- N'Ganda N'Ganda, 144 km2. Sitio Ramsar número 1585 en 5°10′ N 3°24′ O, desde 2005, en la región de Sud-Comoé, al oeste de las islas Ehotilé-Essouman. Junto a la costa, es un complejo de bosques bien conservados, sabana costera, manglares y lagunas temporales y permanentes. es un hábitat de especies vegetales interesantes como Uapaca paludosa[30] palmera de rafia, mangle rojo y Mitragyna ciliata. Entre las aves, barbudo hirsuto, barbudo calvo común, loro yaco y estornino rabilargo. En el lugar hay plantaciones de piña, aceite de palma, caucho y aceite de coco.[31]
- Parque nacional de Azagny, 194 km2, sitio Ramsar número 790, en 5°12′ N 4°52′ O, desde 1996. Está formado por distintos hábitats, como una meseta baja costera formada por ecosistemas de bosque y laguna, sabana, pantanos y manglares. La zona está protegida desde 1960, alberga elefantes de bosque, cocodrilos enanos, cuatro especies de tortuga y varias de primates que viven en el parque. La zona está rodeada por plantaciones de café, cacao, caucho, aceite de palma y de coco.[32]

## Grupos étnicos de Costa de Marfil

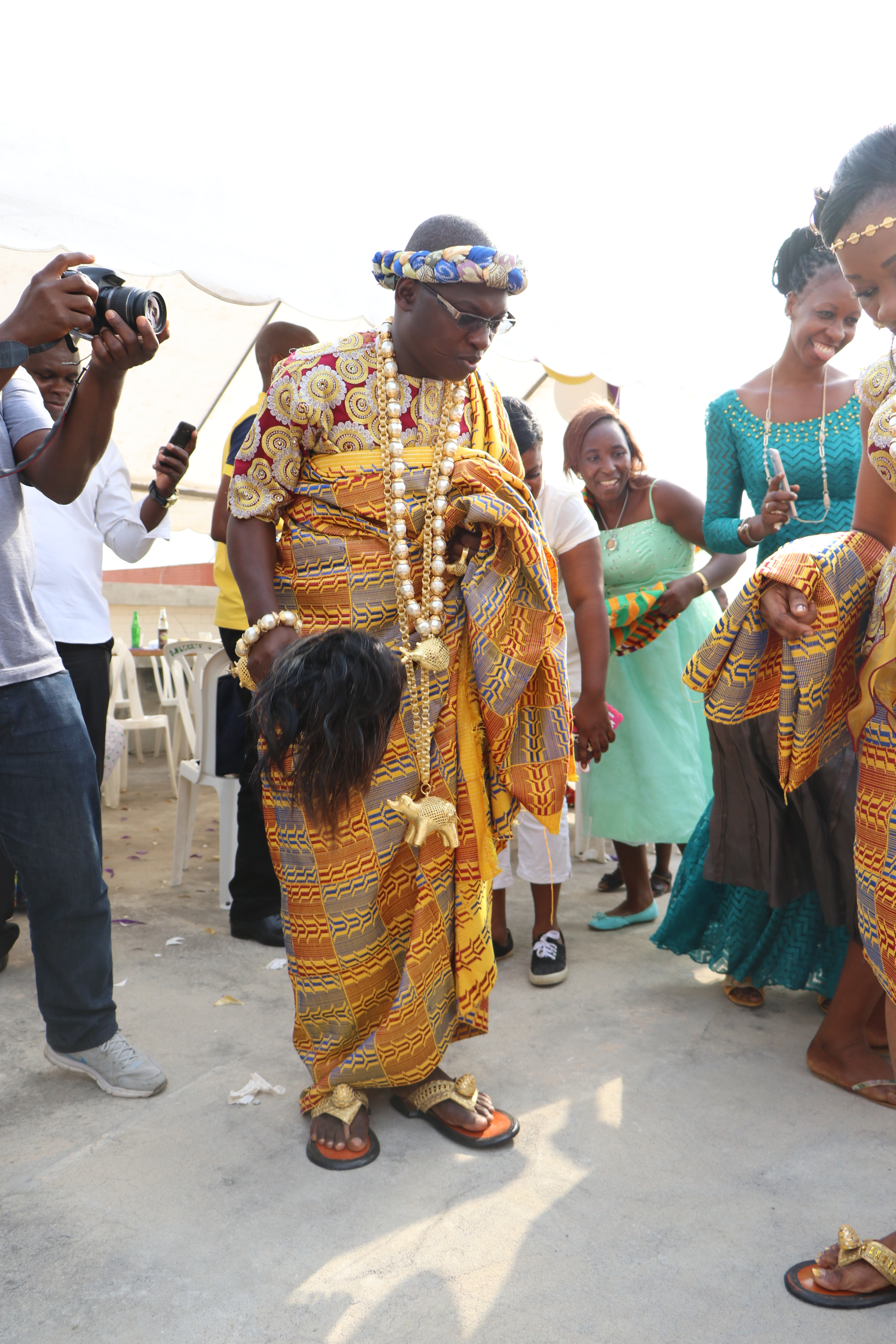
Danza anyi

En Costa de Marfil, que supera en 2023 los 29 millones de habitantes, hay unos 60 grupos étnicos, clasificados normalmente en cinco divisiones principales: los akan, en el este y el centro, incluidos los pueblos de la región de Lagunes del sudeste; los kru, en el sudoeste; los mandinga, en el oeste y noroeste, y los senufo o lobi en el centro norte y el nordeste. Según Joshua Project, contando los grupos pequeños, hay 107 grupos étnicos, contando que unos 5 millones de habitantes proceden de otros países, un tercio de Burkina Faso, y unos 44.000 franceses.
Los akan (unos 12 millones), que viven en el sur de Ghana, este de Costa de Marfil, Liberia y partes de Togo, se dividen en grandes grupos y subgrupos, entre los que destacan los abron, akyem, akuapim, anyi, asante, baoulé, denkyra, kwahu, nzema y fante. De estos, los baulé son uno de los mayores grupos étnicos de Costa de Marfil, con 7,4 millones (según Joshua Project) miembros. Son un grupo tradicionalmente dedicado a la agricultura que reside principalmente en la región oriental de Costa de Marfil, entre los ríos Komoé y Bandama, una zona de bosques y desierto, y en el centro, entre Bouaké y Yamusukro.
Los dan (conocidos como gio en Liberia) son más de un millón y viven en las montañas occidentales. Los anyi, 1,5 millones, viven en la región de Lagunes, Sud Comoé al sureste de Costa de Marfil y las tierras contiguas de la región Oeste de Ghana. Fueron el primer pueblo en contactar con las fuerzas coloniales francesas y occidentalizar sus costumbres, así que son en su mayoría cristianos, frente a una mayoría de musulmanes en el resto de etnias. Otros grupos que superan el millón son los hausa, que viven sobre todo en Nigeria, donde hay cerca de 58 millones; los diula (dioula o dyula) son un grupo mandinga dedicados principalmente al comercio que hablan el idioma yulá o dyula. Los mossi, el pueblo mayoritario de Burkina Faso, al norte, también superan el millón en Costa de Marfil. Finalmente, los senufo, que viven en un área que se expande desde el sur de Malí y el oeste de Burkina Faso hacia Katiola en Costa de Marfil y que podrían superar los dos millones.
Otras etnias con menos población son los wobe (305.000), los worodugu (132.000), los yoruba (132.000), los adiukru (unos 180.000), los attié (unos 700.000), los bété (unos 600.000, entre Daloa, Soubre y Gagnoa), los dida (unos 400.000. del grupo étnico kru, así como los guéré o wè (más de 300.000), los fulani (unos 550.000), los guro o gouro, un grupo mandingo (cerca de 700.000), los kulango (unos 290.000), los lobi (unos 369.000), los nzema (más de 100.000), y los soninké (unos 222.000).